# Нововолынская городская община
Нововолы́нская городская община (укр. Нововоли́нська міська громада) или Нововолы́нская городская объединённая территориальная община (укр. Нововоли́нська міська об'єднана територіальна громада) — территориальная община в Волынской области на северо-западе Украины.
Административный центр — город Нововолынск.
Входит в состав Владимирского района.
В соответствии с распоряжением Кабинета Министров Украины от 12 июня 2020 года, в состав общины вошла территория Нововолынского городского совета, а также Грибовицкого и Грядовского сельских советов упразднённого Иваничевского района.

## Населённые пункты
В состав общины входят 8 населённых пунктов, в том числе 1 город, 1 посёлок и 6 сёл:
- Город Нововолынск
- Благодатный старостинский округ:
  - Посёлок Благодатное
- Грибовицкий старостинский округ:
  - Грибовица
- Грядовский старостинский округ:
  - Гряды
  - Крапивщина
  - Низкиничи
  - Тишковичи
  - Хренов